# Stenoderma rufum
Stenoderma rufum is een zoogdier uit de familie van de bladneusvleermuizen van de Nieuwe Wereld (Phyllostomidae). De wetenschappelijke naam van de soort werd voor het eerst geldig gepubliceerd door Desmarest in 1820.

## Voorkomen
De soort komt voor in Puerto Rico en de Amerikaanse Maagdeneilanden.